# Пітерборо (Онтаріо)

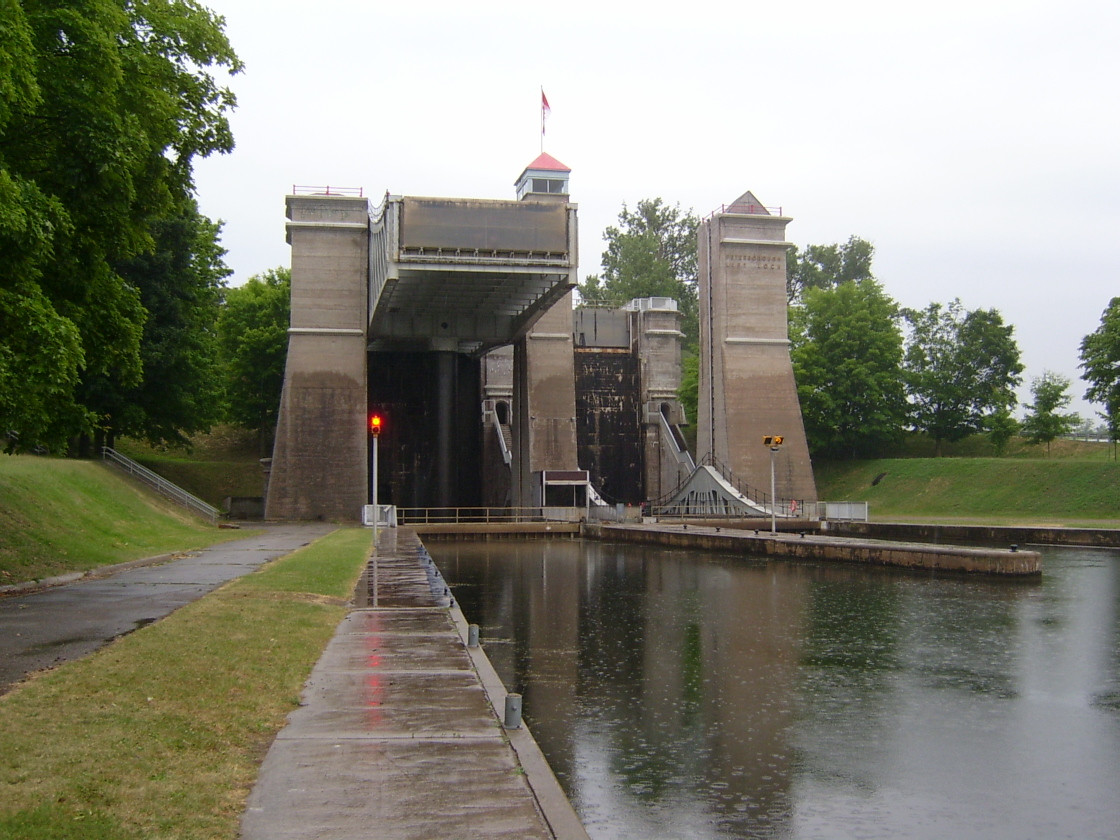
Шлюз у Пітерборо

Пітерборо (англ. Peterborough) — місто в графстві Пітерборо провінція Онтаріо у Канаді над річкою Отонабі.
Місто налічує 74 898 мешканців (2006), має площу 58,61 км². Густота населення — 1 218,9/км².

## Відомі люди
- Адам Гонтьєр
- Метт Дюшен
- Пол Еванс
- Джордж Салліван
- Нейл Сандерсон